# Luciano Campos
Luciano Eladio Campos Rodríguez (Heredia; 23 de febrero de 1923-San José; 5 de octubre de 2009) fue un futbolista costarricense que jugaba como delantero.

## Clubes
| Club                   | País       | Año       |
| ---------------------- | ---------- | --------- |
| Herediano              | Costa Rica | 1943-1948 |
| Independiente Medellín | Colombia   | 1948-1950 |
| Patria                 | Ecuador    | 1950-1951 |
| Herediano              | Costa Rica | 1951-1954 |

## Palmarés

### Títulos nacionales
| Título            | Equipo    | País       | Año  |
| ----------------- | --------- | ---------- | ---- |
| Copa Gran Bretaña | Herediano | Costa Rica | 1945 |
| Copa Guatemala    | Herediano | Costa Rica | 1945 |
| Copa Gran Bretaña | Herediano | Costa Rica | 1947 |
| Primera División  | Herediano | Costa Rica | 1947 |
| Primera División  | Herediano | Costa Rica | 1948 |
| Primera División  | Herediano | Costa Rica | 1951 |
| Copa Costa Rica   | Herediano | Costa Rica | 1954 |

### Títulos internacionales
| Título                                  | Equipo     | Sede       | Año  |
| --------------------------------------- | ---------- | ---------- | ---- |
| Campeonato Centroamericano y del Caribe | Costa Rica | Guatemala  | 1948 |
| Campeonato Centroamericano y del Caribe | Costa Rica | Costa Rica | 1953 |

### Distinciones individuales
| Distinción                           | Año  |
| ------------------------------------ | ---- |
| Máximo goleador de la Copa Guatemala | 1945 |